# Milita Alfaro
Elizabeth Emilia Alfaro Alfaro, conocida como Milita Alfaro (Montevideo, 1 de enero de 1948), es una historiadora, docente, escritora y divulgadora uruguaya. Especializada en el estudio de los orígenes y la evolución histórica del carnaval de Montevideo, publicó diversas publicaciones relativas al tema.

## Biografía
Es hija Elizabeth Alfaro y Hugo Alfaro.
Se tituló como profesora de Historia en el Instituto de Profesores Artigas en Montevideo en 1979. Se desempeña como profesora adjunta de la Cátedra de Historia del Uruguay Contemporáneo de la Facultad de Ciencias Sociales de la Universidad de la República.
Es coordinadora del Diploma en Carnaval y Fiestas populares que se dicta en el marco de la Cátedra UNESCO en Carnaval y Patrimonio.
Formó parte del jurado del Concurso Oficial de Agrupaciones Carnavalescas (Montevideo) en 2016 en el rubro de "Textos e Interpretación".
En 2018, fue ganadora de un Premio Graffiti en la categoría "Mejor libro sobre música uruguaya" por El montevideano, libro sobre el cantante uruguayo Jaime Roos.
Milita ha sido pionera en el estudio del carnaval de Montevideo aportando innovaciones para poder entender la complejidad de la cultura popular de la ciudad de Montevideo y poniendo de relieve como las calles y los tablados han sido claves en la vida de los barrios y los vínculos entre vecinos.
En una ceremonia realizada el 22 de enero de 2025 en el Teatro de verano Ramón Collazo fue reconocida por la Intendencia de Montevideo como Ciudadana Ilustre por sus aportes historiográficos acerca de la cultura montevideana.
En la misma instancia fue realizada la presentación del libro Tablado Cielo Abierto II, una investigación histórica para el rescate de los 80 años de historia del Teatro de Verano.

## Libros
- 1987, Jaime Roos. El sonido de la calle.[12]
- 1998, Carnaval.
- 2006, Murgones: repertorios completos de primeros premios de categoría murga del concurso oficial de agrupaciones carnavalescas años 2000 al 2006; con Marcel García.[13]
- 2008, Memoria de la Bacanal: vida y milagros del carnaval montevideano.[14]
- 2008, Mediomundo, sur, conventillo y después; con José Cozzo y Edgardo Ortuño.[15]
- 2009, Carnaval a dos voces: el fenómeno de la Catalina y otras polémicas; con Marcelo Fernández, Guzmán Ramos, Fernando Tetes y David Carlín[16]
- 2012, Curtidores de Hongos misteriosa leyenda: historias y memorias de medio bicentenario; con Eduardo Rabelino.[17]
- 2013, Carnaval y otras fiestas; con Antonio di Candia.[18]
- 2016, Entre lo uruguayo y lo universal: siete escritores en busca del humor; con Julio Osaba.[19]
- 2016, Salirse de la línea : aportes para la reflexión a la gestión cultural en Uruguay; con Lucía Caldes, Soledad Guerrero y Camila Vezzaro.[20]
- 2017, Jaime Roos El montevideano : vida y obra.[21]
- 2018, Carnaval, dictadura y después : decir y no decir bajo censura; con Dorothée Chouitem.[22]
- 2025, Teatro Cielo Abierto volumen II; Belén Pafundi y Karina Acosta.